# Alicja Jadwiga Kotowska
Alicja Jadwiga Kotowaska (Varsóvia, 20 de novembro de 1899 – Piaśnica Wielka, 11 de novembro de 1939) foi uma freira polaca, responsável pelo convento Ressurrecionista, em Wejherowo, entre 1934 e 1939. É beata da Igreja Católica Romana e uma mártir assassinada pelos Alemães, em 1939, nos Homícidos em Massa, em Piaśnica.
Foi beatificada pelo Papa João Paulo II, a 13 de Junho de 1999, e é uma dos 108 Mártires Polacos da Segunda Guerra Mundial.